# Rózsa Mór
Rózsa Mór, Rosenzweig Salamon (Debrecen, 1856. december 11. – Debrecen, 1920.) orvos, író.

## Élete
Rosenzweig Ábrahám és Schőn Katalin (1830–1905) fia. 1876-ban végezte el középiskolai tanulmányait. 1883-ban a Budapesti Tudományegyetemen nyerte el orvosdoktori oklevelét. A Szent Rókus Kórházban segédorvosként működött Bőke Gyula osztályán. 1884-ben Debrecenben telepedett le, majd 1886-tól Nagyváradon folytatott orvosi gyakorlatot. 1897-ben visszaköltözött Debrecenbe, ahol az izraelita betegsegélyező egyletek és magánvállalatok orvosa és gyakorlóorvos lett, s ekkoriban ezredorvossá léptették elő. Tagja volt a debreceni orvos-gyógyszerészegyletnek és több irodalmi és jótékonysági egyesületnek. Cikkei és más művei megjelentek a Társadalomban, a Nagyváradban és a Szabadságban.

## Családja
Házastársa Bodánszky Mária volt, Bodánszky Lipót nagyváradi kocsigyáros lánya, akivel 1886. augusztus 11-én Nagyváradon kötött házasságot.
- Lánya Rózsa Ilona (1889–?) volt, Farkas Mózes (1881–?) ügyvéd felesége.[5]

## Munkái
- Febris intermittens perniciosa comitata tetanica esete (Budapest, 1888., Különnyomat az Orvosi Hetilapból)
- Fistula urethae gyógyult esete (Budapest, 1889., Különnyomat az Orvosi Hetilapból)
- Materialismus és idealismus (Nagyvárad, 1889., Különnyomat a Szabadságból)
- A nagyváradi közúti lóvonatú vasútról (Nagyvárad, 1890., Különnyomat a Szabadság, Nagyvárad és Nagyváradi Hírlap című lapokból.)
- A szerelem physiologiája (Nagyvárad, 1891., Különnyomat a Nagyváradból)
- A munka egészségtana. Írta és felolvasta. (Nagyvárad, 1896)
- Az egészség művészete (Debrecen, 1898)
- A természettudományi bölcselet példabeszédekben (Debrecen, 1899., Különnyomat a Debreczeni Ellenőrből)
- A szerelem embertana (Debrecen, 1906)